# Cerkiew św. Włodzimierza Wielkiego w Ostrowiu Południowym
Cerkiew pod wezwaniem św. Włodzimierza Wielkiego – prawosławna cerkiew cmentarna w Ostrowiu Południowym. Należy do parafii Zaśnięcia Przenajświętszej Bogurodzicy w Ostrowiu Północnym, w dekanacie Sokółka diecezji białostocko-gdańskiej Polskiego Autokefalicznego Kościoła Prawosławnego.

## Opis
Cerkiew została wzniesiona w 1907; ufundowana przez małżeństwo Eudokii i Teodora Hrybków (Grzybków). W okresie międzywojennym pełniła funkcję świątyni parafialnej. W 2. dekadzie XXI w. cerkiew przeszła generalny remont (m.in. wymieniono ołtarz), po czym została poświęcona 27 października 2018 r. przez arcybiskupa białostockiego i gdańskiego Jakuba.
Budowla murowana, jednowieżowa, posiada dwie kopuły (na wieży i nad nawą). Prezbiterium w formie półkolistej apsydy. W krypcie (znajdującej się pod prezbiterium) spoczywają fundatorzy świątyni.
Cerkiew została wpisana do rejestru zabytków 4 lutego 2008 pod nr A-182.
Główne święta obchodzone w cerkwi:
- uroczystość patronalna – 28 lipca (15 lipca według starego stylu);
- uroczystość Antypaschy, ze święceniem grobów na miejscowym cmentarzu[6].

Otaczający świątynię cmentarz ma powierzchnię 0,25 ha.